# Issoire (quận)
Quận Issoire là một quận của Pháp, nằm ở tỉnh Puy-de-Dôme, ở vùng Auvergne-Rhône-Alpes. Quận này có 9 tổng và 116 xã.

## Các đơn vị hành chính

### Các tổng
Các tổng của quận Issoire là: 
1. Ardes
2. Besse-et-Saint-Anastaise
3. Champeix
4. Issoire
5. Jumeaux
6. Saint-Germain-Lembron
7. Sauxillanges
8. Tauves
9. La Tour-d'Auvergne

### Các xã
Các xã của quận Issoire, và mã INSEE là: 
| 1. Antoingt (63005)                        | 2. Anzat-le-Luguet (63006)          | 3. Apchat (63007)                     | 4. Ardes (63009)                    |
| 5. Augnat (63017)                          | 6. Aulhat-Saint-Privat (63018)      | 7. Auzat-la-Combelle (63022)          | 8. Avèze (63024)                    |
| 9. Bagnols (63028)                         | 10. Bansat (63029)                  | 11. Beaulieu (63031)                  | 12. Bergonne (63036)                |
| 13. Besse-et-Saint-Anastaise (63038)       | 14. Boudes (63046)                  | 15. Brassac-les-Mines (63050)         | 16. Brenat (63051)                  |
| 17. Chadeleuf (63073)                      | 18. Chalus (63074)                  | 19. Chambon-sur-Lac (63077)           | 20. Champagnat-le-Jeune (63079)     |
| 21. Champeix (63080)                       | 22. Chaméane (63078)                | 23. Charbonnier-les-Mines (63091)     | 24. Chassagne (63097)               |
| 25. Chastreix (63098)                      | 26. Chidrac (63109)                 | 27. Clémensat (63111)                 | 28. Collanges (63114)               |
| 29. Compains (63117)                       | 30. Coudes (63121)                  | 31. Courgoul (63122)                  | 32. Creste (63127)                  |
| 33. Cros (63129)                           | 34. Dauzat-sur-Vodable (63134)      | 35. Espinchal (63153)                 | 36. Esteil (63156)                  |
| 37. Flat (63160)                           | 38. Gignat (63166)                  | 39. Grandeyrolles (63172)             | 40. Issoire (63178)                 |
| 41. Jumeaux (63182)                        | 42. La Chapelle-Marcousse (63087)   | 43. La Chapelle-sur-Usson (63088)     | 44. La Godivelle (63169)            |
| 45. La Tour-d'Auvergne (63192)             | 46. Labessette (63183)              | 47. Lamontgie (63185)                 | 48. Larodde (63190)                 |
| 49. Le Breuil-sur-Couze (63052)            | 50. Le Broc (63054)                 | 51. Les Pradeaux (63287)              | 52. Ludesse (63199)                 |
| 53. Madriat (63202)                        | 54. Mareugheol (63209)              | 55. Mazoires (63220)                  | 56. Meilhaud (63222)                |
| 57. Montaigut-le-Blanc (63234)             | 58. Montpeyroux (63241)             | 59. Moriat (63242)                    | 60. Murol (63247)                   |
| 61. Neschers (63250)                       | 62. Nonette (63255)                 | 63. Orbeil (63261)                    | 64. Orsonnette (63266)              |
| 65. Pardines (63268)                       | 66. Parentignat (63270)             | 67. Perrier (63275)                   | 68. Peslières (63277)               |
| 69. Picherande (63279)                     | 70. Rentières (63299)               | 71. Roche-Charles-la-Mayrand (63303)  | 72. Saint-Alyre-ès-Montagne (63313) |
| 73. Saint-Babel (63321)                    | 74. Saint-Cirgues-sur-Couze (63330) | 75. Saint-Diéry (63335)               | 76. Saint-Donat (63336)             |
| 77. Saint-Floret (63342)                   | 78. Saint-Genès-Champespe (63346)   | 79. Saint-Genès-la-Tourette (63348)   | 80. Saint-Germain-Lembron (63352)   |
| 81. Saint-Gervazy (63356)                  | 82. Saint-Hérent (63357)            | 83. Saint-Jean-Saint-Gervais (63367)  | 84. Saint-Jean-en-Val (63366)       |
| 85. Saint-Martin-d'Ollières (63376)        | 86. Saint-Martin-des-Plains (63375) | 87. Saint-Nectaire (63380)            | 88. Saint-Pierre-Colamine (63383)   |
| 89. Saint-Quentin-sur-Sauxillanges (63389) | 90. Saint-Rémy-de-Chargnat (63392)  | 91. Saint-Sauves-d'Auvergne (63397)   | 92. Saint-Victor-la-Rivière (63401) |
| 93. Saint-Vincent (63403)                  | 94. Saint-Yvoine (63404)            | 95. Saint-Étienne-sur-Usson (63340)   | 96. Saurier (63409)                 |
| 97. Sauvagnat-Sainte-Marthe (63411)        | 98. Sauxillanges (63415)            | 99. Singles (63421)                   | 100. Solignat (63422)               |
| 101. Sugères (63423)                       | 102. Tauves (63426)                 | 103. Ternant-les-Eaux (63429)         | 104. Tourzel-Ronzières (63435)      |
| 105. Trémouille-Saint-Loup (63437)         | 106. Usson (63439)                  | 107. Valbeleix (63440)                | 108. Valz-sous-Châteauneuf (63442)  |
| 109. Varennes-sur-Usson (63444)            | 110. Vernet-la-Varenne (63448)      | 111. Verrières (63452)                | 112. Vichel (63456)                 |
| 113. Villeneuve (63458)                    | 114. Vodable (63466)                | 115. Égliseneuve-d'Entraigues (63144) | 116. Égliseneuve-des-Liards (63145) |